# پارباسدورف
پارباسدورف (به آلمانی: Parbasdorf) یک منطقهٔ مسکونی در اتریش است که در ناحیه گنزرندورف واقع شده‌است. پارباسدورف ۱۶۴ نفر جمعیت دارد.